# 木曜跨界演唱會—Rising《木曜4超玩五週年特別企劃》
木曜跨界演唱會－Rising《木曜4超玩五週年特別企劃》是台灣網路節目《麥卡貝網路電視》的《木曜4超玩》主持人於2020年12月19日在台灣台北台大體育館開演唱會，是第一個網路節目開演唱會售票演唱會，吸引2700名歌迷到場，其中還有兩名鐵粉花9.1萬買下最前面的VIP座位，但華貴娛樂表因演唱會製作成本高達1050萬元，票房收入850萬元無法打平。
演唱會和運動會是《木曜4超玩》是2020年大型年度企劃。